# Daniel Fichelscher
Daniel "Danny" Secundus Fichelscher (3 juli 1953) is een Duitse multi-instrumentalist. Hij was een belangrijk lid van de krautrockgroep Popol Vuh en hij is drummer bij Amon Düül II.

## Biografie
Zijn vader Toby Fichelscher was in Berlijn een bekend jazzmusicus. De familie verscheen in 1961 in de documentairefilm Tobby van Hansjürgen Pohland.
Hij vervoegde de rockgroep Popol Vuh in 1973, enkele jaren na haar oprichting. Hij verscheen dat jaar als drummer, percussionist en gitarist op het album Seligpreisung, waarop ook nog gitarist Conny Veit speelde. Vanaf het album Einsjäger & Siebenjäger verving hij Veit helemaal.
Naast zijn activiteiten bij Popol Vuh speelde hij in de eerste helft van de jaren 70 ook enkele keren bij Amon Düül II. Samen met Fricke speelde hij in 1973 ook op Bury My Heart at Wounded Knee, het tweede album van Gila, een groep van Conny Veit.
Begin jaren 90 verminderde de invloed van Fichelscher in Popol Vuh, met de komst van gitarist en toetsenist Guido Hieronymus. Na het overlijden van Fricke in 2001 stopte Popol Vuh. Na het overlijden van Amon Düül II-drummer Peter Leopold, ging Fichelscher weer drummen bij Amon Düül II.

## Discografie
Bij Popol Vuh
- Seligpreisung (1973)
- Einsjäger & Siebenjäger (1974)
- Das Hohelied Salomos (1975)
- Aguirre (1975)
- Letzte Tage - Letzte Nächte (1976)
- Herz aus Glas (1977)
- Nosferatu (1978)
- Brüder des Schattens - Söhne des Lichts (1978)
- Die Nacht der Seele (1979)
- Sei still, wisse ICH BIN (1981)
- Agape - Agape (1983)
- Spirit of Peace (1985)
- Cobra Verde (1987)
- For You and Me (1991)

Bij Amon Düül II
- Carnival in Babylon (1972)
- Wolf City (1972)
- Live in London (live) (1973)
- Vortex (1981)

Bij Niagara
- Niagara (1971)
- S.U.B. (1972)

Andere
- Gila: Bury My Heart At Wounded Knee (1973)
- Utopia: Utopia (1973) (later uitgebracht als album van Amon Düül II)